# Mesrob (ormiański patriarcha Jerozolimy)
Mesrob I (ur. ?, zm. ?) – w roku 1038 10. ormiański Patriarcha Jerozolimy.